# Crematogaster saussurei
Crematogaster saussurei är en myrart som beskrevs av Auguste-Henri Forel 1899. Crematogaster saussurei ingår i släktet Crematogaster och familjen myror. Inga underarter finns listade i Catalogue of Life.